# Michael Craig Russell
Michael Craig Russell (* 1. Mai 1978 in Detroit, Michigan) ist ein ehemaliger US-amerikanischer Tennisspieler und aktiver -trainer.

## Karriere
Russell begann im Alter von fünf Jahren Tennis zu spielen. Er wurde von Beginn seiner Karriere bis 2012 von seinem Vater George trainiert. 1998 wurde Russell Profi. Im selben Jahr stand der Amerikaner bei den US Open erstmals im Hauptfeld eines Grand-Slam-Turniers. In der ersten Runde unterlag er seinem Landsmann Todd Martin.
2001 erreichte Russell mit Siegen über Nicolas Mahut, Sergi Bruguera und Xavier Malisse das Achtelfinale der French Open. Dort führte er gegen den Titelverteidiger und späteren Sieger Gustavo Kuerten mit 6:3, 6:4 und 5:3, ehe er nach der Vergabe eines Matchballes doch noch in fünf Sätzen mit 6:3, 6:4, 6:7 (7:9), 3:6 und 1:6 unterlag. Das stellte sein bestes Abschneiden bei einem Grand-Slam-Turnier dar und außerdem das einzige Mal, dass er über die zweite Runde hinauskam. Russell war der erste Spieler, der viermal hintereinander über die Qualifikation das Hauptfeld eines Grand-Slam-Turniers erreichte (Wimbledon 2000, US Open 2000, Australian Open 2001, French Open 2001). Im Laufe seiner Karriere gewann er 15 Einzeltitel auf der Challenger Tour sowie zwei weitere im Doppel. Sein einziges Finale auf der ATP World Tour erreichte er 2012 im Doppel von Atlanta.
Nach den US Open 2015 beendete er seine Karriere.
Nach seiner aktiven Karriere wurde Russell Trainer. Im Houston Racquet Club trainierte er bislang ausschließlich US-Amerikaner, darunter Frances Tiafoe (2017), Ryan Harrison (2018), Tennys Sandgren (2019) und Mackenzie McDonald (2019). Seit 2021 ist Russell der Haupttrainer von Taylor Fritz, den er zur erweiterten Weltspitze führte. 2024 erreichte Fritz ein Grand-Slam-Finale sowie das Endspiel der ATP Finals, wofür Russell als Trainer des Jahres von der ATP ausgezeichnet wurde.

## Erfolge
| Legende (Anzahl der Siege)                       |
| Grand Slam                                       |
| Tennis Masters Cup ATP World Tour Finals         |
| ATP Masters Series ATP World Tour Masters 1000   |
| ATP International Series Gold ATP World Tour 500 |
| ATP International Series ATP World Tour 250      |
| ATP Challenger Tour (17)                         |

### Einzel

#### Turniersiege
| Nr. | Datum             | Turnier         | Belag         | Finalgegner         | Ergebnis       |
| --- | ----------------- | --------------- | ------------- | ------------------- | -------------- |
| 1.  | 6. Februar 2000   | Amarillo        | Hartplatz (i) | Stefano Pescosolido | 7:5, 6:2       |
| 2.  | 18. Juli 2004     | Granby          | Hartplatz     | Davide Sanguinetti  | 6:3, 6:2       |
| 3.  | 4. Dezember 2005  | Orlando         | Hartplatz     | Todd Widom          | 6:4, 6:2       |
| 4.  | 20. August 2006   | Bronx           | Hartplatz     | Paul Capdeville     | 6:0, 6:2       |
| 5.  | 3. Dezember 2006  | Maui            | Hartplatz     | Sam Warburg         | 6:1, 6:0       |
| 6.  | 7. Januar 2007    | Nouméa          | Hartplatz     | David Guez          | 6:0, 6:1       |
| 7.  | 28. Januar 2007   | Waikoloa        | Hartplatz     | Jamie Baker         | 6:1, 7:5       |
| 8.  | 17. Februar 2007  | Joplin          | Hartplatz (i) | Frédéric Niemeyer   | 6:4, 6:1       |
| 9.  | 10. Mai 2009      | Savannah        | Sand          | Alex Kuznetsov      | 6:4, 7:66      |
| 10. | 31. Mai 2009      | Carson          | Hartplatz     | Michael Yani        | 6:1, 6:1       |
| 11. | 21. November 2009 | Champaign       | Hartplatz (i) | Taylor Dent         | 7:5, 6:4       |
| 12. | 31. Januar 2010   | Honolulu        | Hartplatz     | Grega Žemlja        | 6:0, 6:3       |
| 13. | 11. November 2012 | Knoxville       | Hartplatz (i) | Bobby Reynolds      | 6:3, 6:2       |
| 14. | 7. Juli 2013      | Manta           | Hartplatz     | Greg Jones          | 4:6, 6:0, 7:5  |
| 15. | 3. November 2013  | Charlottesville | Hartplatz (i) | Peter Polansky      | 7:5, 2:6, 7:65 |

### Doppel

#### Turniersiege
| Nr. | Datum        | Turnier        | Belag    | Partner       | Finalgegner                            | Ergebnis  |
| --- | ------------ | -------------- | -------- | ------------- | -------------------------------------- | --------- |
| 1.  | 20. Mai 2000 | Edinburgh      | Sand     | Tommy Robredo | Lars Burgsmüller Ota Fukárek           | 6:0, 6:2  |
| 2.  | 6. Mai 2005  | Tunica Resorts | Sand (i) | Dušan Vemić   | Juan Pablo Brzezicki Juan Pablo Guzmán | 7:64, 6:3 |

#### Finalteilnahmen
| Nr. | Datum         | Turnier | Belag     | Partner        | Finalgegner                 | Ergebnis         |
| --- | ------------- | ------- | --------- | -------------- | --------------------------- | ---------------- |
| 1.  | 22. Juli 2012 | Atlanta | Hartplatz | Xavier Malisse | Matthew Ebden Ryan Harrison | 3:6, 6:3, [6:10] |